# Kang Chul-jung: Gonggongui jeog 1-1
Kang Chul-jung: Gonggongui jeog 1-1 (kor.: 강철중: 공공의 적 1-1) – południowokoreański komediowy film akcji w reżyserii Kanga Woo-suka, którego premiera odbyła się 19 czerwca 2008 roku.

## Fabuła
Śledztwie w sprawie zbrodni sprzed pięciu lat nie przyniosło żadnych wyników, detektyw Kang Chul-jung (Sol Kyung-gu) rezygnuje ze stanowiska w obliczu poważnych obciążeń finansowych. Jego szef prosi go, aby został zakończenia śledztwa morderstwa w liceum. Początkowo praca jest próżna, jednak detektyw znajduje ślad odcisków palców i dowiaduje się, że troje przyjaciół martwego ucznia zostało zatrudnionych przez jedną firmę. Kang bada firmę i jej zarządcę, Lee Won-sool (Jeong Jae-yeong).

## Obsada
Źródło: Filmweb

- Sol Kyung-gu – Kang Chul-jung
- Jung Jae-young – Lee Won-sool
- Bae Jung-shik – detektyw Choi
- Kang Shin-il – detektyw Eom
- Kim Jeong-hak – detektyw Kim
- Kim Nam-gil – Moon-soo
- Lee Moon-sik  – An-soo
- Moon Sung-keun – pan San

## Nominacje
Źródło: cinemasie.com
| Rok  | Miejsce                 | Kategoria                | Nominowani   | Wynik     |
| ---- | ----------------------- | ------------------------ | ------------ | --------- |
| 2008 | Blue Dragon Film Awards | Best Actor               | Sol Kyung-gu | Nominacja |
| 2008 | Blue Dragon Film Awards | Best New Actor           | Lee Han      | Nominacja |
| 2008 | Korean Film Awards      | Best Supporting Actor    | Kang Shin-il | Nominacja |
| 2009 | Baeksang Arts Awards    | Daesang (Wielka nagroda) |              | Nagroda   |